# سيباستيان إيبيغا
سيباستيان إيبيغا (بالإنجليزية: Sebastien Ibeagha)‏ (21 يناير 1992 بواري في نيجيريا - ) هو لاعب كرة قدم أمريكي في مركز الدفاع. شارك مع منتخب الولايات المتحدة تحت 20 سنة لكرة القدم. أما مع النوادي، فقد لعب مع نادي فرام ونادي هورسينس وهيوستن دينامو وRio Grande Valley FC Toros ‏ وSalem City FC ‏ وFC Fredericia ‏.

## روابط خارجية
- سيباستيان إيبيغا على موقع الدوري الأمريكي (الإنجليزية)
- سيباستيان إيبيغا على موقع قاعدة بيانات كرة القدم.إي يو (الإنجليزية)
- سيباستيان إيبيغا على موقع Soccerway.com (الإنجليزية)
- سيباستيان إيبيغا على موقع AS.com (الإسبانية)